# 愛情賞味期
《愛情賞味期》（法語：5x2）是一套2004年上映的法國劇情片。導演為法國名導法蘭索瓦·歐容。

## 故事大綱
主要是藉由倒敘的手法來描寫一對男女由當初的邂逅、認識、熱戀進而結婚生子步入家庭而最終關係破裂，曲終人散。

## 主要演員
- 史蒂芬．福瑞斯
- 瓦萊麗雅·布魯尼-特德斯奇

## 外部連結
- 電影在導演官網上的頁面
- 互联网电影数据库（IMDb）上《愛情賞味期》的资料（英文）
- 愛情賞味期 5x2 -- @movies【開眼電影】 @movies http://www.atmovies.com.tw （页面存档备份，存于）